# Altes Rathaus (Weiden in der Oberpfalz)

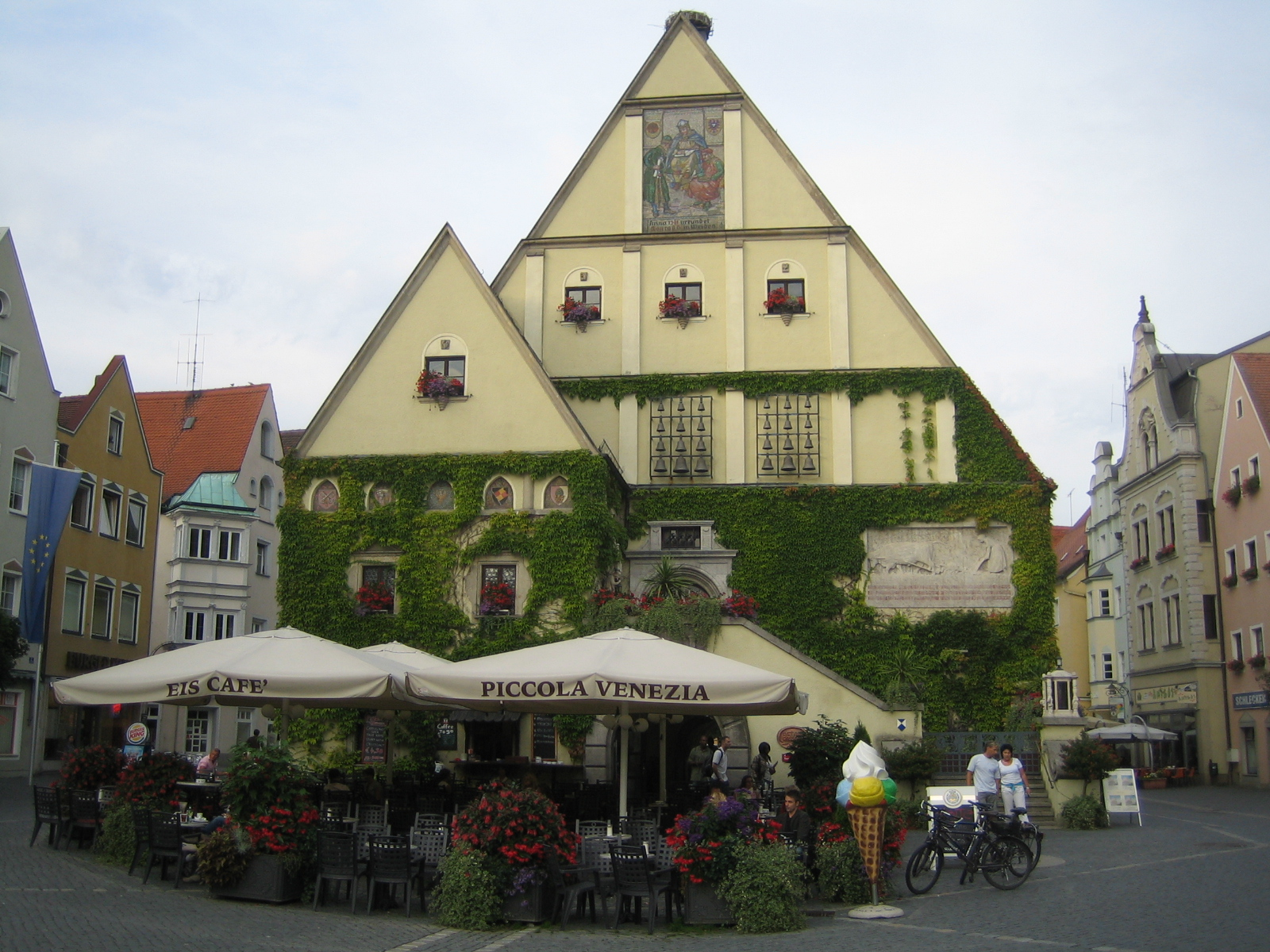
Altes Rathaus

Das Alte Rathaus in Weiden ist ein denkmalgeschütztes ehemaliges Rathaus, welches in der Frührenaissance in den Jahren von 1539 bis 1543 erbaut wurde und heute das Wahrzeichen der Stadt darstellt.

## Geschichte
Etwa um das Jahr 1400 wurde nach dem Großbrand von 1396 bereits an dieser Stelle ein Rathaus errichtet. Jedoch ist davon auszugehen, das in der früheren Geschichte bereits ein Rathaus bestanden hat. Vom Großbrand im Jahr 1536 blieben nur noch dicke Mauern im Erdgeschoss übrig. Dann wurde in den Jahren von 1539 bis 1548 das Rathaus von Baumeister Hans Nopl, Zimmerermeister Hans Stieber und Steinmetz Andreas Falk wiedererbaut. Während das Rathaus in den Obergeschossen der Verwaltung diente, waren im Erdgeschoss 16 Geschäfte untergebracht. Von 1914 bis 1917  und von 2016 bis 2019 wurde das Gebäude umfassend renoviert.

## Nutzung
Heute dient das Alte Rathaus nicht mehr der Verwaltung, da ein neues Rathaus gebaut wurde. Trotzdem findet hier einmal im Jahr eine Stadtratssitzung statt. Außerdem werden Trauungen und besondere Empfänge dort abgehalten. Im Erdgeschoss sind Läden untergebracht.

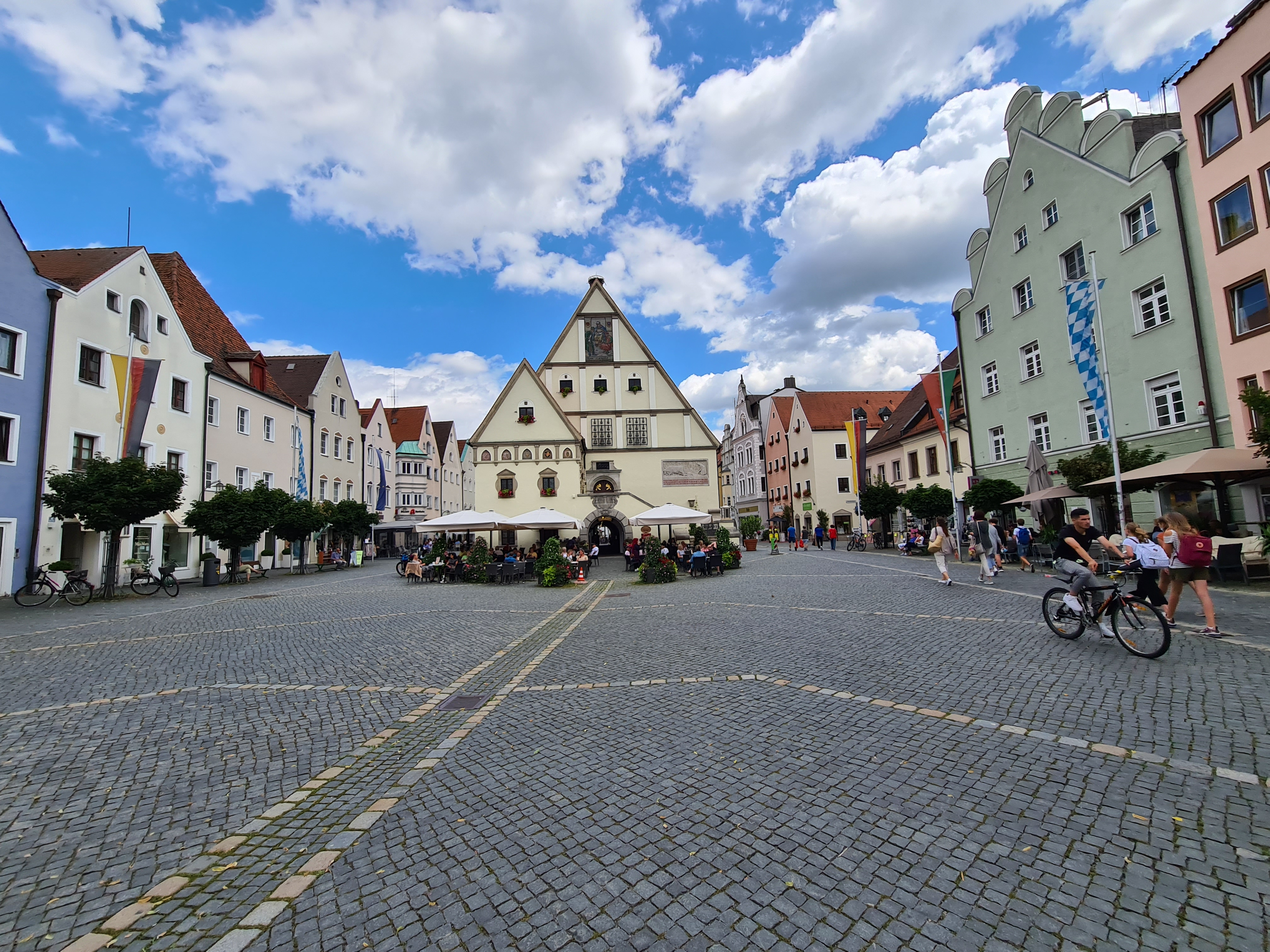
Oberer Markt
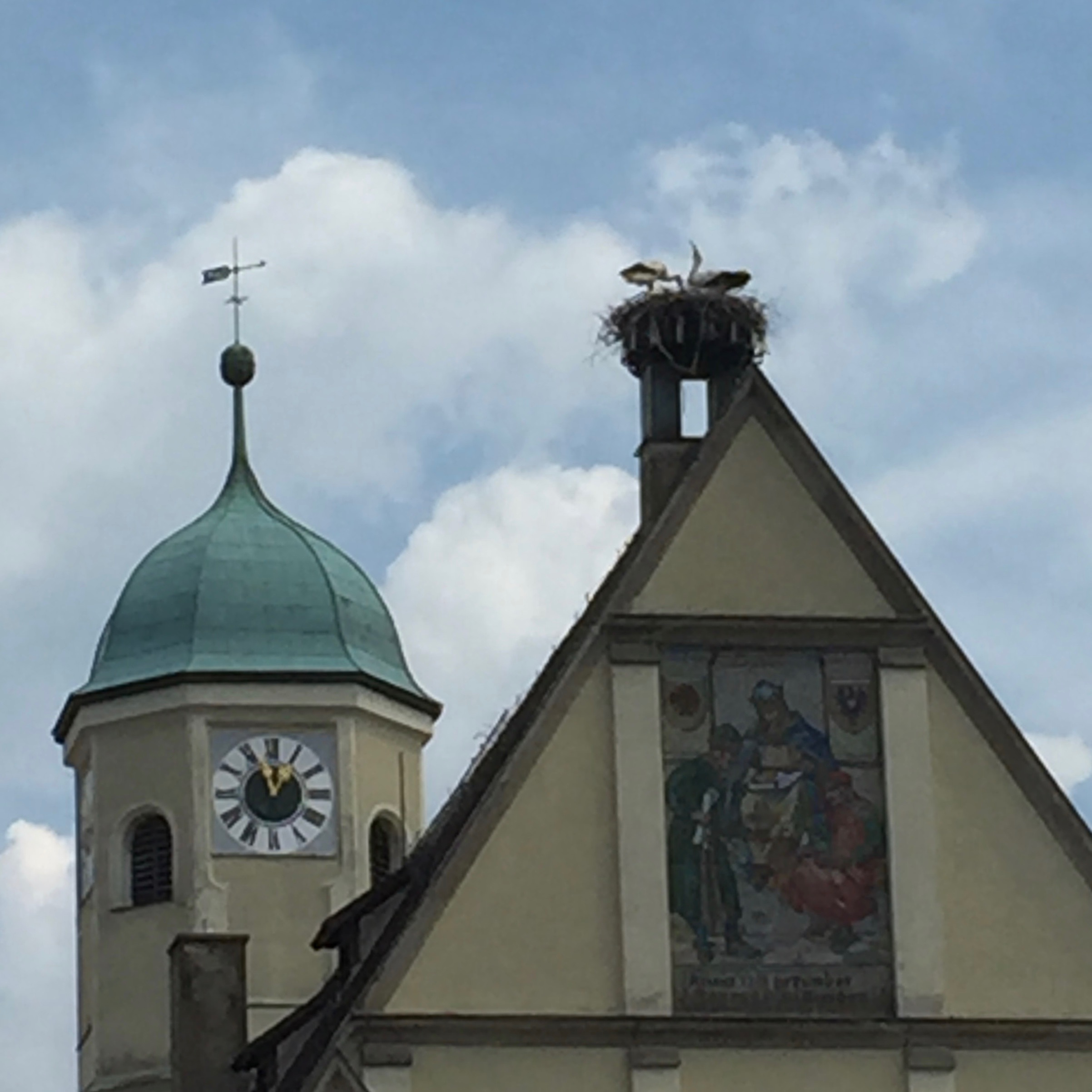
Störche und Mosaik
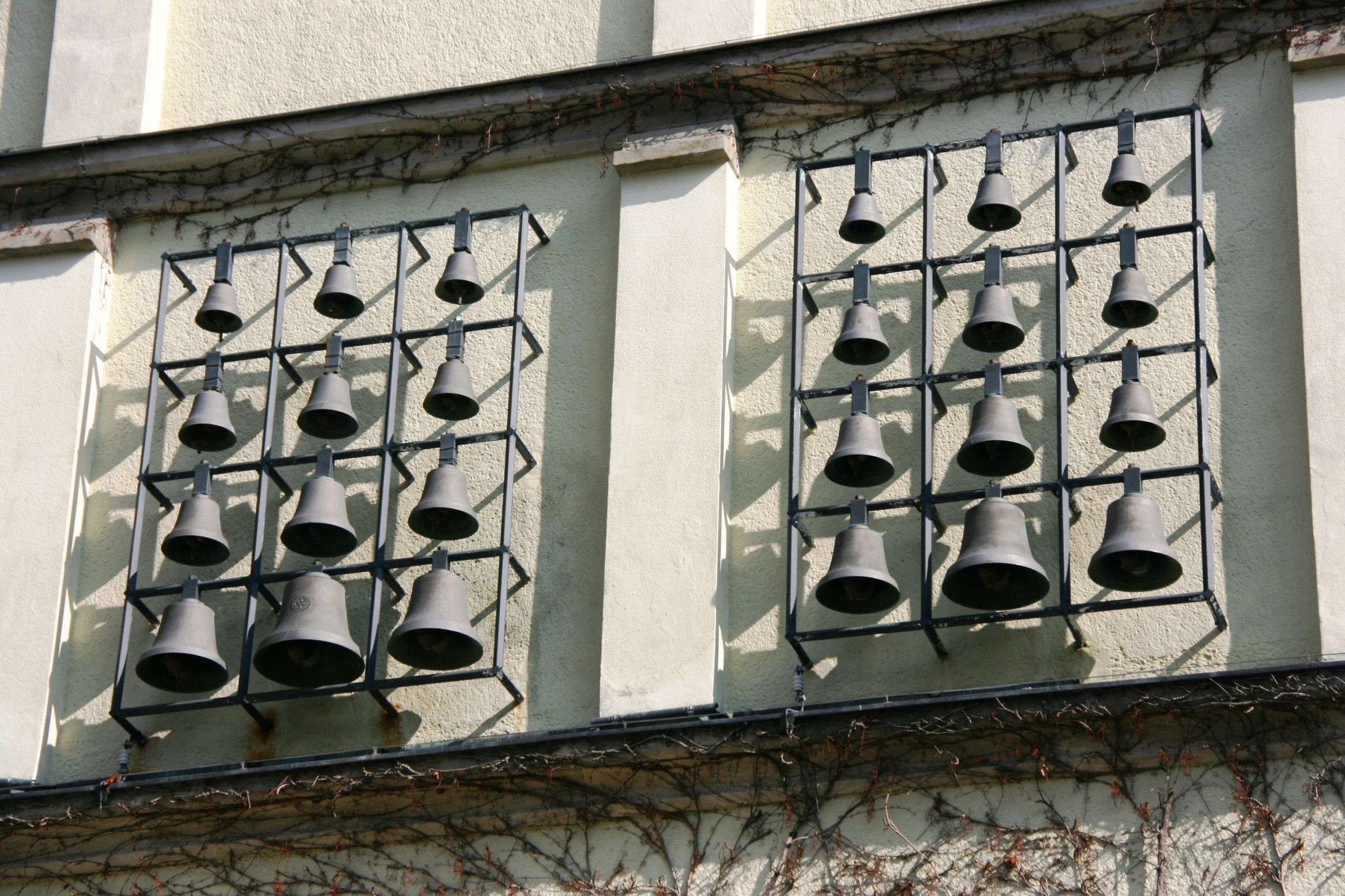
Glockenspiel
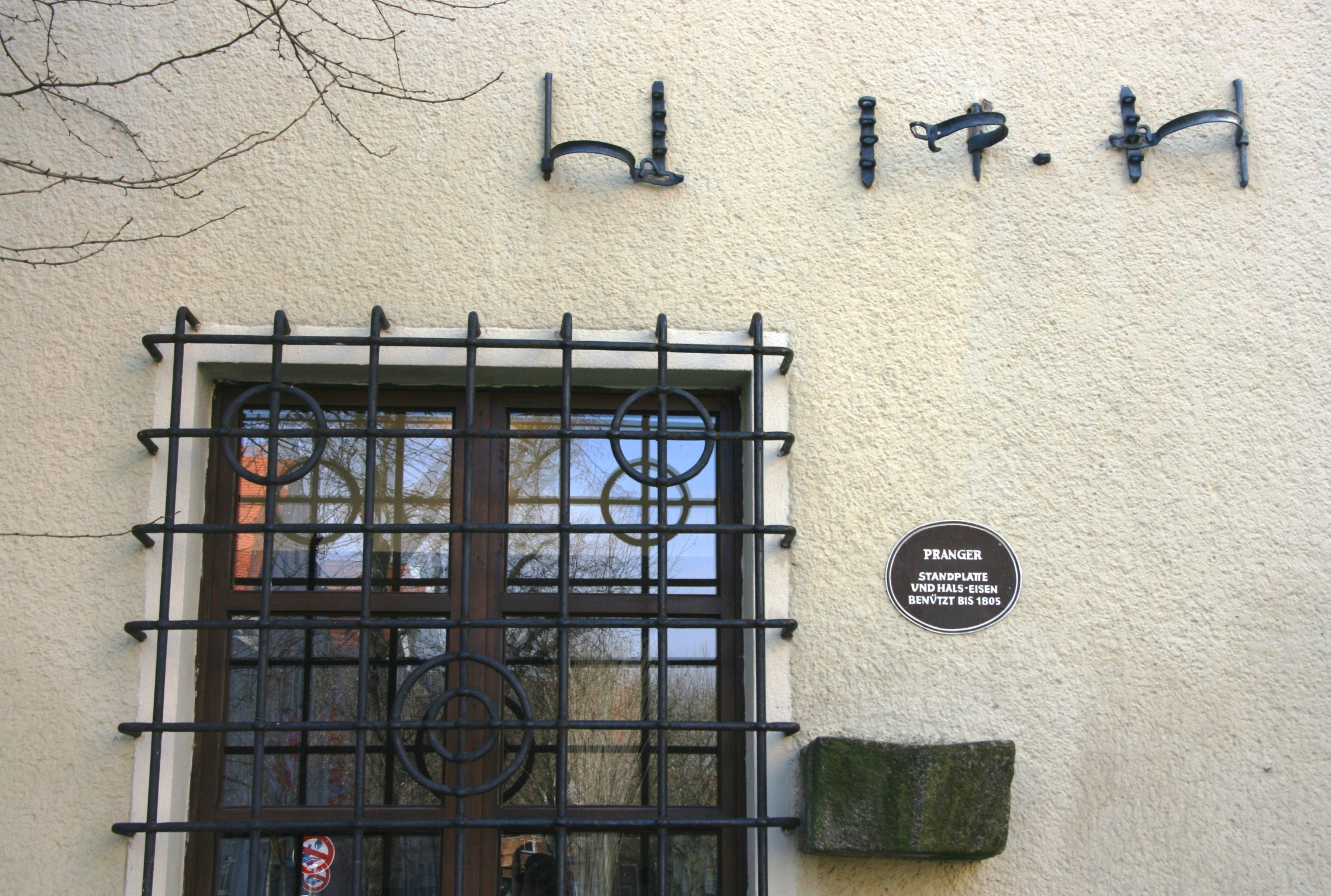
Pranger